# Isogenoides olivaceus
Isogenoides olivaceus är en bäcksländeart som först beskrevs av Walker 1852.  Isogenoides olivaceus ingår i släktet Isogenoides och familjen rovbäcksländor. Inga underarter finns listade i Catalogue of Life.